# منطقه کاگوآ-اراوه
منطقه کاگوآ-اراوه یکی از منطقه های استان ارتفاعات جنوبی واقع در کشور پاپوآ گینه نو می باشد. مرکز این منطقه کاگوآ است. چمعیت منطقه مطابق با سرشماری رسمی سال ۲۰۰۰ میلادی ۵۴٬۶۴۰ بوده است. این منطقه خود از ۳ فرمانداری محلی تشکیل می گردد که هر فرمانداری به منظور سهولت در امر آمارگیری خود به چند بخش تقسیم می شود.

## تقسیمات
این منطقه دارای ۳ فرمانداری محلی است که اسامی آن ها به شرح زیر است:
- فرمانداری محلی روستایی کاگوآ
- فرمانداری محلی روستایی اراوه
- فرمانداری محلی روستایی کوآره